# 线形城市

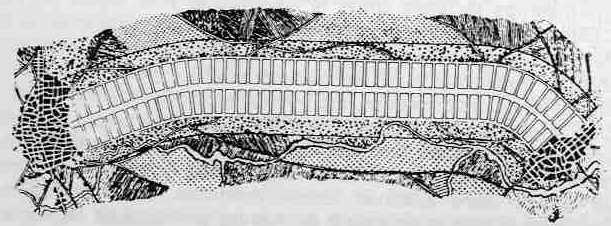
线形城市的概念图

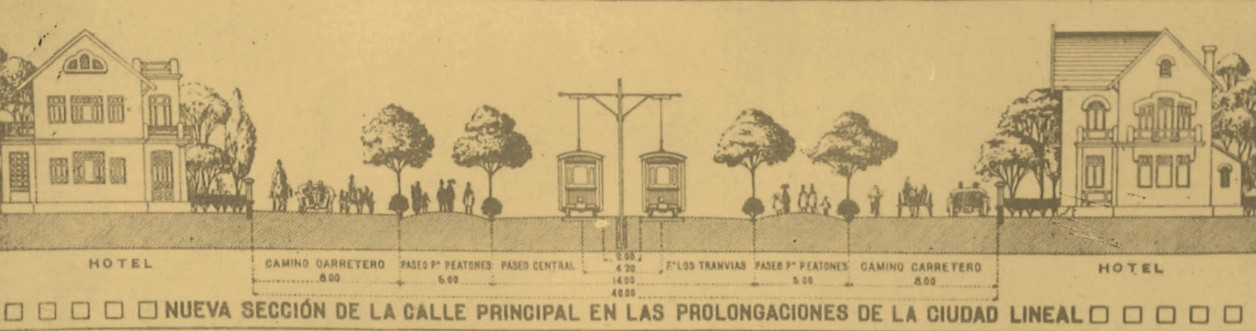
阿图罗·索里亚创立的马德里城市化公司于1895年公布的线形城市断面图。

线形城市（西班牙語：Ciudad lineal），亦称为线性城市、带形城市、带状城市，简而言之是城市形态呈线型分布的规则或理念，通常与组团式城市、放射型城市相对。西班牙工程师阿图罗·索里亚-马塔于1882年首先基于此形态提出了城市与区域规划理念。同时，有一些城市由于地理条件的限制，本身规模分布即为线型。
2010年6月3日，乌克兰著名建筑设计师伊格尔·斯维斯顿在上海世博会期间展示了他关于未来城市的设计理念“线性城市”。

## 背景
索里亚-马塔提出线型城市的背景是，适逢铁路交通大规模发展的时期，铁路是安全、高效和经济的交通工具，把遥远的城市连接了起来，并使这些城市得到了很快的发展，在各个大城市内部及其周围，地铁线和有轨电车线的建设改善了城市地区的交通状况，加强了城市内部及与其腹地之间的联系，从整体上促进了城市的发展。
按照索里亚-马塔的理念，从核心向外扩展的城市形态已经过时，它们只会导致城市拥挤和卫生恶化，在新的集约运输方式的影响下，城市将依赖交通运输线组成城市的网络。而线形城市就是沿交通运输线布置的长条形的建筑地带，他认为未来的城市是“只有一条宽500米的街区，要多长就有多长”。其核心目的是似城市中的居民既可以享受城市型的设施又不脱离自然。

## 线形城市的基本原则

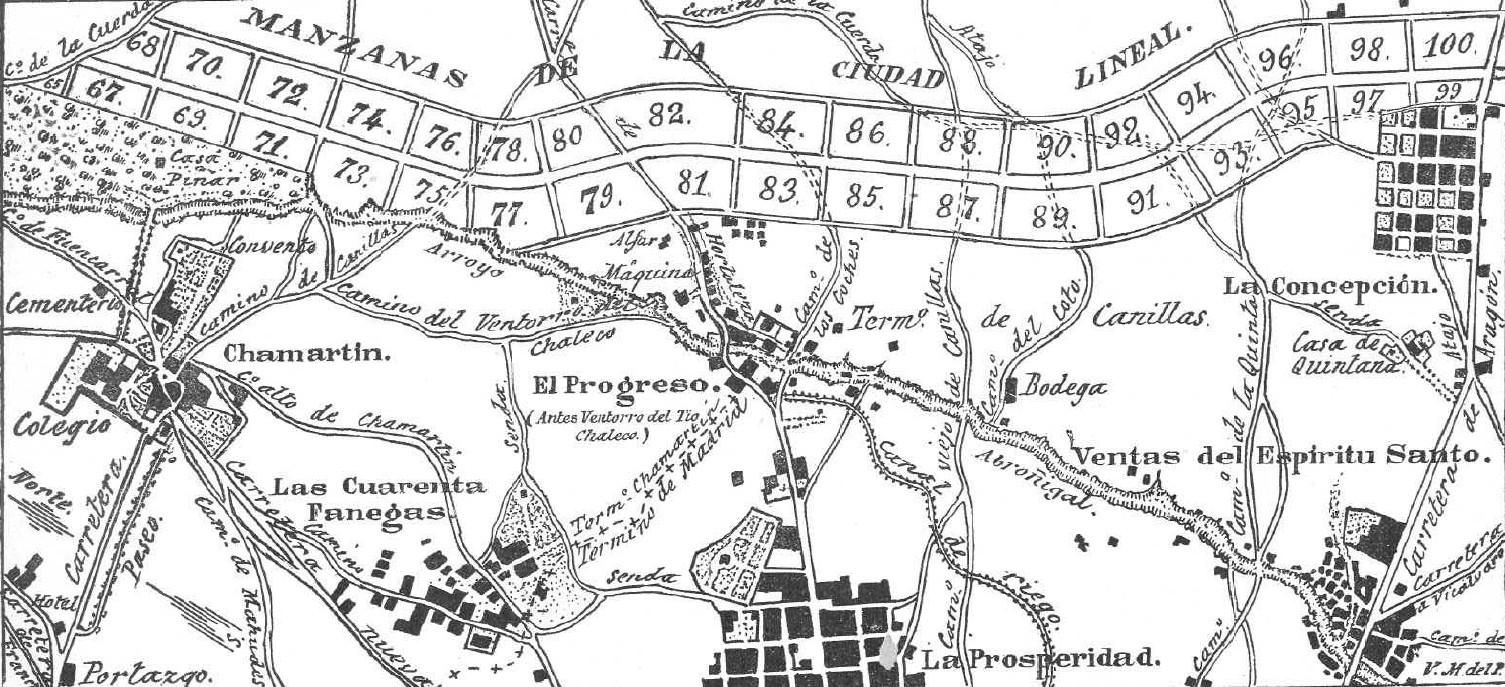
阿图罗·索里亚为马德里線型之都區做的设计方案。

索里亚-马塔提认为线形城市的基本原则中最重要的一条原则是“城市建设的一切其他问题，均以城市运输问题为前提”。这样的城市结构使城市中的人从一个地点到其他任何地点在路程上耗费的时间最少。城市平面应当呈规矩的几何形状，在具体布置时要保证结构对称，街坊呈矩形或梯形，建筑用地应当至多只占1/5，要留有发展的余地，要公正地分配土地等原则。
城市扩张时，可以增加新的街坊，因此城市只会伸长，而不会展宽。

## 具体实践
19世纪时，按照索里亚·马塔的設想，线形城市首次在馬德里的線型之都區（Ciudad Lineal）落成，它規劃佈置於阿图罗·索里亚（Arturo Soria）大道兩側，但是在1920年代末由蘇聯規劃師尼古拉·亚历山德罗维奇·米利廷提倡。
尽管线形城市理论有很多问题，但是它对现代的城市规划建设产生了深远影响。后来的一些城市规划理论沿袭了沿交通线进行组团带状发展的思想。例如哥本哈根的指状布局就是城市沿交通线建设的例子。

### 中國
其重要特征为城市（或城市的一部分）由一条横穿整个城市的街道构成，其他重要道路与街道和设施以平行与该中心街道而成，而与此垂直的街道长度较短，城市以长方形或带状形状特征为主。这类城市往往受到地理和其他政策条件的限制，修建成此种格局。但是，它们尺度远远大于阿图罗·索里亚设想的500米，不属于其“线形城市”的范畴。
- 广东省深圳市，由于深圳河阻隔，深圳以深南路为主干道，从东向西呈带状分布，南北狭窄。
- 广东省广州市白云区东侧同和街道附近区域，以广州大道为中心街道，从南向北呈带状分布，东西狭窄。
- 甘肃省兰州市，全城街道沿黄河方向建设，从东向西呈带状分布，南北狭窄。
- 陕西省宝鸡市
- 湖北省荆州市
- 安徽省淮南市，全城街道沿淮河以南的206國道方向建設，從西向東呈帶狀分佈，南北狹窄。
- 四川省攀枝花市

### 沙特阿拉伯
- The Line，2021年沙特阿拉伯宣布将投资1000－2000亿美元，在沙漠中新建一座智慧城市“线城”（The Line），属于新未来城的组成部分之一，东西长约170公里，南北宽仅200米，海拔500米，规划可容纳900万人口，占地面积仅34平方千米。